# Finnische Badmintonmeisterschaft 2009
Die Finnische Badmintonmeisterschaft 2009 fand vom 30. Januar bis zum 1. Februar 2009 statt.

## Sieger und Platzierte
| Disziplin    | Gold                             | Silber                    | Bronze                             |
| ------------ | -------------------------------- | ------------------------- | ---------------------------------- |
| Herreneinzel | Ville Lång                       | Markus Heikkinen          | Aki Kananen                        |
| Herreneinzel | Ville Lång                       | Markus Heikkinen          | Antti Viitikko                     |
| Dameneinzel  | Nanna Vainio                     | Saara Hynninen            | Sanni Rautala                      |
| Dameneinzel  | Nanna Vainio                     | Saara Hynninen            | Noora Virta                        |
| Herrendoppel | Petri Hyyryläinen Tuomas Karhula | Ville Lång Pekka Ryhänen  | Tuomas Nuorteva Mikko Vikman       |
| Herrendoppel | Petri Hyyryläinen Tuomas Karhula | Ville Lång Pekka Ryhänen  | Jesper von Hertzen Iwo Zakowski    |
| Damendoppel  | Saara Hynninen Leena Löytömäki   | Sanni Rautala Noora Virta | Reetta Heino Nanna Vainio          |
| Damendoppel  | Saara Hynninen Leena Löytömäki   | Sanni Rautala Noora Virta | Oona Seppälä Elina Väisänen        |
| Mixed        | Tuomas Nuorteva Sanni Rautala    | Eetu Heino Noora Virta    | Jesper von Hertzen Leena Löytömäki |
| Mixed        | Tuomas Nuorteva Sanni Rautala    | Eetu Heino Noora Virta    | Tuomas Karhula Jenny Nyström       |